# Cara Gee
Cara Gee   (Calgary, 2 de setembre de 1983) és una actriu canadenca de pel·lícules, televisió i teatre.

## Carrera
Principalment, és coneguda com a actriu de teatre a Toronto, Ontario, on els seus crèdits inclouen produccions d'El Penelopiad de Margaret Atwood, Daniel MacIvor Arigato, Tòquio, de Daniel MacIvor, The Rez Sisters de Tomson Highway, 36 Little Plays About Hopeless Girls de Birdtown i Swanville i Tout comme elle de Louise Dupré.
Va fer el seu debut cinematogràfic a la pel·lícula Empire of Dirt. L'any 2013, a TIFF, la van nomenar una de les estrelles emergents al festival anual.
També ha treballat a produccions de televisió fent papers d'actriu convidada a les sèries King i Republic of Doyle. L'any 2014, va interpretar durant una temporada un dels papers protagonistes al drama de l'oest Strange Empire de la CBC, fins que la van cancel·lar l'any 2015.
El 2016, va protagonitzar 33 episodis de la sèrie web Inhuman Condition.
Des del 2017 ha interpretat el paper de Camina Drummer a la sèrie de televisió de Syfy/Amazon The Expanse.

## Vida personal
Forma part de la tribu Ojibwe. Va néixer a Calgary, Alberta, i es va criar a Aurora, Ontario. Es va casar amb Richard de Klerk l'any 2019.

## Filmografia
| Any             | Títol                          | Funció          | Notes                                                           |
| --------------- | ------------------------------ | --------------- | --------------------------------------------------------------- |
| 2012            | King                           | Alicia Pratta   | Episodi: "Alicia Pratta"                                        |
| 2013            | Republic of Doyle              | Sydney Morrison | Episodi: "Brothers in Arms"                                     |
| 2013            | Empire of Dirt                 | Lena            | Pel·lícula                                                      |
| 2014            | Strange Empire                 | Kat Loving      | Protagonista                                                    |
| 2016            | Inhuman Condition              | Tamar           | Sèrie web; protagonista                                         |
| 2017–actualitat | The Expanse                    | Camina Drummer  | Paper recurrent (temporades 2–3); protagonista (temporades 4-5) |
| 2017            | The Carmilla Movie             | Emily Brontë    | Pel·lícula                                                      |
| 2017            | The Neddeaus of Duqesne Island | N/A             | Sèrie web                                                       |
| 2017            | We Forgot to Break Up          | Isis Wong       | Curtmetratge                                                    |
| 2017            | Letterkenny                    | Shyla           | Episodi: "Way to a Man's Heart "                                |
| 2020            | The Call of the Wild           | Françoise       | Pel·lícula                                                      |
| 2020            | Red Rover                      | Xicota          | Pel·lícula                                                      |

## Premis i nominacions
La van nomenar pel premi Canadian Screen Award a millor actriu a la segona edició dels Canadian Screen Awards, per la seva interpretació a Empire of Dirt. Per aquest mateix paper, va guanyar el Premi Especial del Jurat Especial del Festival Internacional de Cinema de Toronto, l'any 2013, així com el Premi a Millor Actriu al Festival de Cinema Indi Americà.